# نعم الباز
نعم الباز (23 يوليو 1935 -) كاتبة صحفية وأديبة مصرية.

## حياتها ونشأتها
ولدت في 23 يوليو 1935، بمحافظة الدقهلية.
- ليسانس الآداب، قسم صحافة، جامعة القاهرة، عام 1964.[2]
- دبلوم الإعلام من جامعة القاهرة، عام 1972.
- دورات تدريبية في لندن في أكبر دار نشر للأطفال والكبار والتي تصدر مجلات المرأة عامي 1971، 1973.

## مسيرتها[3]
- كاتبة صحفية بمجلة الجيل وكاتبة صحفية بدار أخبار اليوم منذ عام 1955 وحتى عام 1960.[4]
- مسئولة الأطفال بمؤسسة أخبار اليوم مع باب للطفل بمجلة الجيل حتى عام 1965.

- عضو لجنة ثقافة الطفل بالمجلس الأعلى للثقافة.
- عضو مجلس إدارة الأسرة المتآلفة للمعاقين.
- عضو مجلس إدارة الجمعية المصرية لثقافة الطفل.
- عضو مجلس إدارة جمعية أسرتي.
- عضو اللجنة الاستشارية الفنية للمجلس القومى للطفولة والأمومة الذي ترأسه السيدة سوزان مبارك.

### المؤتمرات التي شاركت فيها
- مؤتمر ثقافة الطفل مصر، عام 1975.
- مؤتمر أطفال العالم واللعبة، باريس، عام 1972.
- مؤتمر أطفال العالم، إنجلترا، عام 1971.
- المؤتمر العالمي لكتاب الأطفال، القاهرة، عام 1986.
- مؤتمر الطفل العربي ثقافته وفنونه، تونس، عام 1987.
- المؤتمر التأسيسى للمجلس العربي للطفولة والتنمية، الأردن، عام 1987.
- مؤتمر الطفل العربي، المغرب، عام 1990.
- مؤتمر السينما التسجيلية، أسوان، عام 1980.
- مؤتمر برلمانات أطفال العالم، بلغاريا، عام 1988.
- ندوة قانا بيروت (المتحدثة الرئيسية)، عام 1998.
- مؤتمر نصرة الجنوب اللبنانى، بيروت، عام 2000.
- مؤتمر كتاب العالم، كولومبيا، عام 2000.
- مؤتمر ومهرجان دمشق الدولي، عام 2000.

## مؤلفات
لها العديد من الأبحاث والمؤلفات للكبار والصغار منها:
- زوجات المشاهير، عام 1975.
- سنوات الحب قصص قصيرة، عام 1975.
- ثائر تحت العمامة: الشيخ الباقور، عام 1988.
- سعاد حسني: مشوار الشهرة والألم.
- إدارة الثقافة، عام 2001.
- 7 حكايات للصغار من ماما نعم يرسمها الأطفال، عام1984.
- حياة سيد درويش تعليم ماما نعم ورسم أطفال مصر، عام 1987.
- الأطفال ينقذون المدينة قصة يرسمها الأطفال.
- من أجلك يا صغير.

## الجوائز والأوسمة
- شهادة تقدير من السيدة سوزان مبارك لكتاب حكايات نور القلب الذي صدر، عام 2000.
- جائزة مصطفى وعلى أمين عن الكتابة للطفل وعن الطفل.
- دروع وتكريمات من كل محافظات الجمهورية ومن الدول العربية.
- شهادة تميز من السيدة سوزان مبارك عن أول قصة يرسمها الأطفال من خلال الإذاعة.